# RTL Deutschland
RTL Deutschland, nommé jusqu'au 13 septembre 2021 Mediengruppe RTL Deutschland, est un groupe de médias allemand, filiale à 100 % de RTL Group qui possède plusieurs chaînes de télévision en Allemagne.
Le 14 juin 2021, il est annoncé que le Mediengruppe RTL Deutschland serait renommé en septembre 2021 dans le cadre d'un changement de marque en RTL Deutschland. Dans ce contexte, tant la société que le diffuseur RTL reçoivent de nouveaux logos et un nouveau design,,,.

## Historique
Mediengruppe RTL Deutschland est créée en 2007 par la CLT-UFA comme marque ombrelle regroupant toutes ses activités audiovisuelles (sauf la radio) en Allemagne. Ainsi, les chaînes de télévision gratuites du groupe, les chaînes thématiques numériques, la régie publicitaire IP Deutschland, le prestataire de services techniques Cologne Broadcasting Center (CBC) ainsi que RTL Interactive, la filiale responsable des activités de diversification de l’offre et des services numériques, dépendent du nouveau groupe dont l'ambition est d’être présent sur tous les écrans, que ce soit ceux de télévision, d’ordinateur ou de téléphones portables.

Le 31 janvier 2012, RTL Group signe un contrat de trois ans avec Walt Disney Studios Distribution pour diffuser des films du catalogue Disney en Allemagne sur les chaînes de Mediengruppe RTL Deutschland.

Logo de Mediengruppe RTL Deutschland jusqu'au 13 septembre 2021.
Logo de RTL Deutschland depuis septembre 2021.

## Capital
RTL Deutschland est détenue à 100 % par la CLT-UFA, filiale à 99,7 % du conglomérat de média luxembourgeois RTL Group S.A., filiale audiovisuelle du groupe de média allemand Bertelsmann, qui détient 75 % du capital.

## Siège

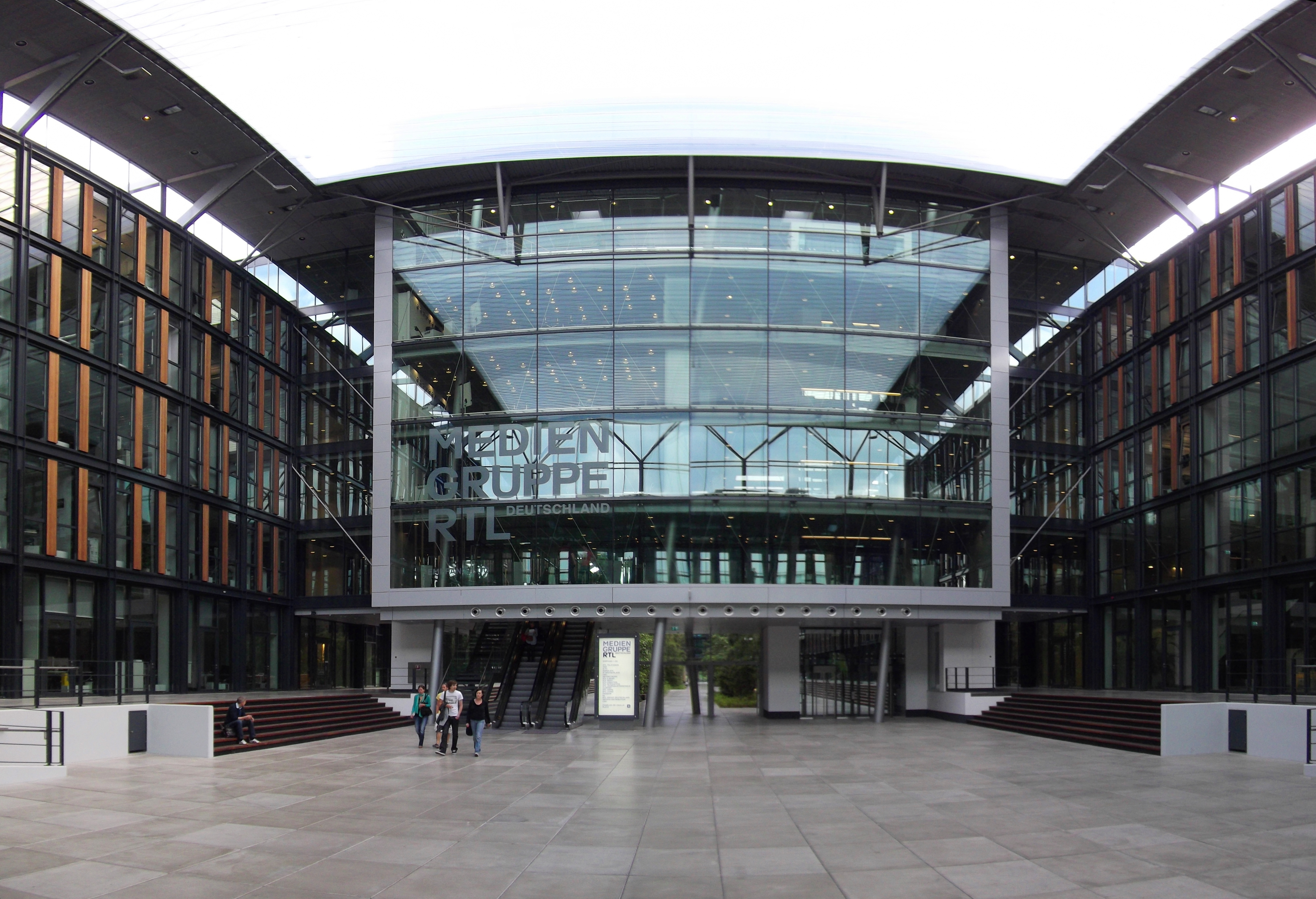
Entrée du siège de RTL Deutschland à Cologne-Deutz
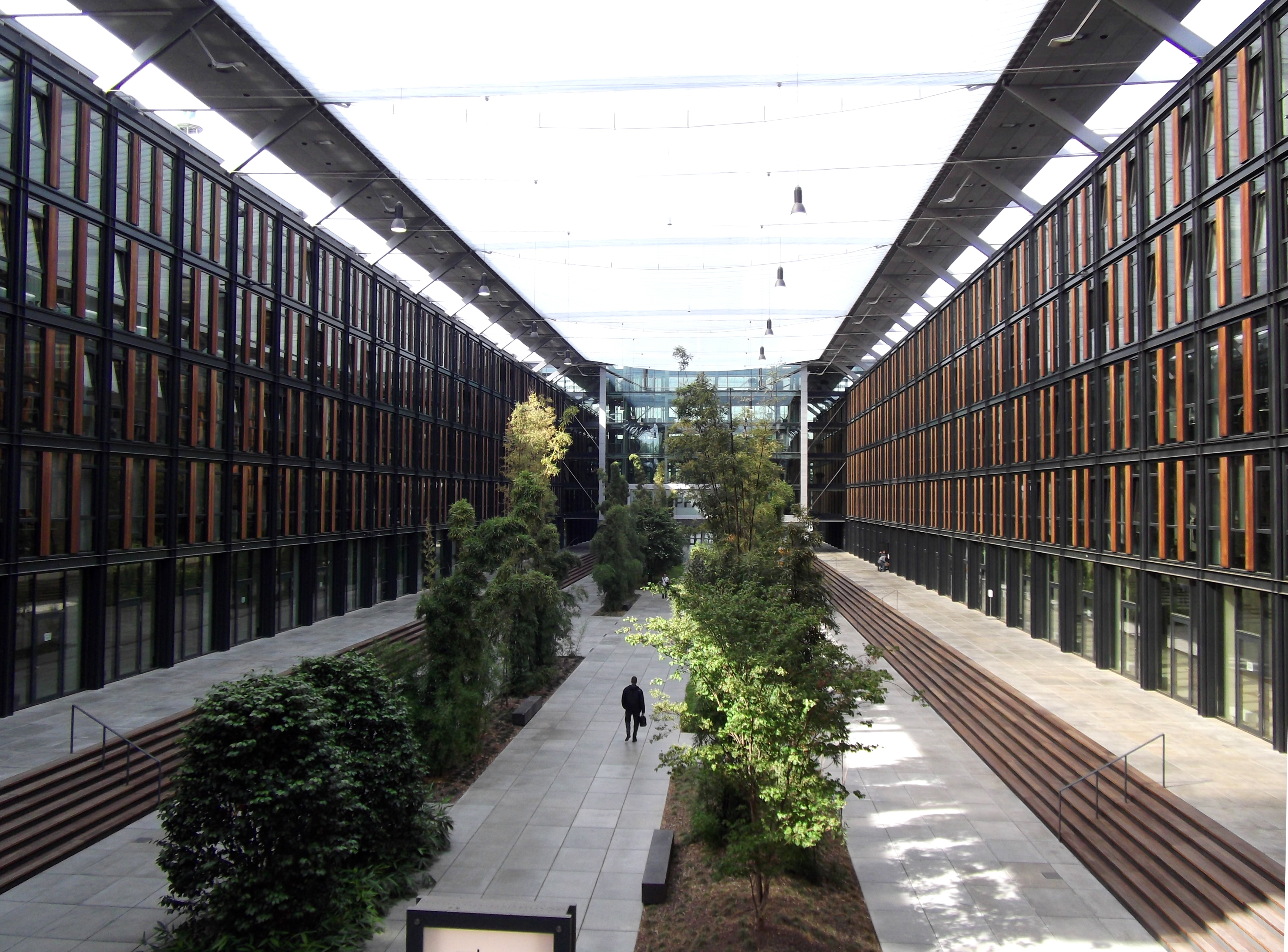
Siège de RTL Deutschland : la Rheinallee
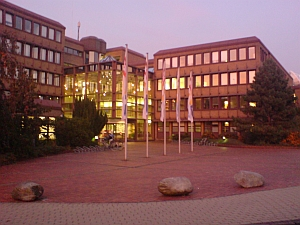
RTL Journalistenschule (école de journalisme à Cologne)

## Activités du groupe

### Télévision
Le groupe possède neuf chaînes de télévisions diffusées en Allemagne :
| Nom            | Catégorie | Détention |
| -------------- | --- | --------- |
| RTL Television | Chaîne généraliste. Diffuse quatre décrochages régionaux RTL Nord, RTL West, RTL Hessen et RTL München Live. RTL Schweiz est diffusée sur le câble suisse alémanique avec des fenêtres publicitaires spécifiques. RTL Österreich est diffusée sur le câble autrichien avec des fenêtres publicitaires spécifiques. | 100 %     |
| RTL ZWEI       | Chaîne généraliste. RTL ZWEI Schweiz est diffusée sur le câble suisse alémanique avec des fenêtres publicitaires spécifiques. RTL ZWEI Österreich est diffusée sur le câble autrichien avec des fenêtres publicitaires spécifiques.                                                                                | 35,9 %    |
| RTL Super      | Chaîne thématique consacrée à la jeunesse. RTL Super Schweiz est diffusée sur le câble suisse alémanique avec des fenêtres publicitaires spécifiques. RTL Super Österreich est diffusée sur le câble autrichien avec des fenêtres publicitaires spécifiques.                                                       | 100 %     |
| VOX            | Chaîne généraliste. | 99,7 %    |
| n-tv           | Chaîne d'information en continu. | 100 %     |
| RTL Crime      | Chaîne thématique consacrée aux séries policières. | 100 %     |
| RTL Living     | Chaîne thématique consacrée aux femmes. | 100 %     |
| RTL Passion    | Chaîne thématique diffusant des séries et des feuilletons romantiques. | 100 %     |
| Nitro          | Chaîne thématique consacrée aux hommes. | 100 %     |
| RTL Up         | Chaîne thématique consacrée aux femmes. | 100 %     |
| Toggo plus     | Chaîne thématique consacrée aux enfants | 100 %     |
| GEO Television | Chaîne thématique qui met l'accent sur les documentaires. | 100 %     |

### SMAD
- RTL+ (anciennement TVNOW)

### Publicité
- IP Deutschland

### Diffusion
- Cologne Broadcasting Center

### Internet
- RTL Interactive